# William Henry Bragg
Sir William Henry Bragg (n. 2 iulie 1862, Wigton⁠(d), Anglia, Regatul Unit al Marii Britanii și Irlandei – d. 12 martie 1942, Londra, Anglia, Regatul Unit) a fost un fizician și chimist englez, laureat al Premiului Nobel pentru Fizică în 1915.

## Motivația Juriului Nobel
"Pentru serviciul lor în analiza structurii cristalelor cu ajutorul razelor X."

## Viața
William Henry Bragg, primul dintre cei trei copii ai familiei Bragg, a fost un copil singuratic și timid, dar cu o pasiune surprinzătoare pentru matematică. După moartea mamei sale, când el avea numai 7 ani, a locuit cu unchiul său, chimist, care a avut o influență majoră asupra tânărului William. După ce a urmat cursurile Colegiului King William, din Mann, a fost admis la Facultatea de Matematică a Universității din Cambridge, în anul 1881, unde a studiat sub îndrumarea profesorului dr E.J. Routh. Mai târziu a studiat fizica la Laboratorul Cavendish, departamentul de fizică, din cadrul aceleiași universități.
Din anul 1885 și-a început cariera în domeniul pedagogiei. S-a străduit să devină un lector apreciat și s-a specializat în conceperea dispozitivelor și echipamentelor necesare pentru cursurile practice. Din 1904 și-a început cariera în domeniul cercetării științifice, care a acoperit mai multe domenii din fizică, având un mod straniu de a progresa: Bragg alegea un subiect pe care îl studia, aducea contribuții importante, apoi renunța la acesta. Studiul efectuat asupra radiațiilor alfa, beta și gamma și descoperirea faptului că, atât radiațiile gamma, cât și radiațiile X se comportă ca niște particule i-au adus titlul de membru al Royal Society.
Interesul pentru știință nutrit de William Bragg, împreună cu pasiunea fiului său, Lawrence, pentru acest domeniu au dus la punerea bazei unei noi ramuri științifice: analiza difracției radiațiilor X pe rețele cristaline, urmând observația lui Max von Laue, care arăta că lungimea de undă a radiațiilor X este de același ordin de mărime cu distanța dintre atomii vecini dintr-o rețea cristalină.
Ei au evidențiat și faptul că acestea sunt un instrument bun pentru a studia structura cristalelor. Metoda difracției radiațiilor X pe cristale a permis determinarea experimentală a lungimii lor de undă și a spectrului acestora, aceste cercetări aducându-le Premiul Nobel pentru fizică în anul 1915.
William Bragg a conceput un dispozitiv pentru observarea difracției de raze X, numit spectograf cu cristal, cu ajutorul căruia, variindu-se unghiul și măsurând unghiurile corespunzătoare maximelor de difracție, se poate deduce spectrul lungimilor de undă ale fasciculului de raze X.
Bragg a predat la Universitatea din Adelaide în Australia (1886 - 1908), apoi la Universitatea din Leeds (1909 - 1915) și la Colegiul Universitar din Londra  (1915 - 1923).  Începând cu 1923, a fost profesor de chimie Fullerian la Royal Institution și director al Davy Faraday Research Laboratory.  Premiul Nobel pentru Fizică, primit în 1915, a fost "împărțit" cu fiul său, William Lawrence Bragg pentru cercetările lor asupra spectrului razelor X, difracției razelor X și a structurii cristalelor, utilizând un spectrograf de raze X. 
A devenit membru (Fellow) al Royal Society în 1906, respectiv președinte al acesteia între 1935 și 1940.
Ernest Rutherford a împărțit cu Bragg teoriile sale despre proton și nucleu, deși între cei doi au existat multe divergențe de opinii profesionale.
William Bragg a fost decorat cu ordinul CBE (Commandor of the British Empire), în anul 1917, și, trei ani mai târziu, numit cavaler, și a fost ales director al Royal Society în 1935. Bragg a scris “Christmas Lectures” pentru copii, care a devenit cea mai vândută carte după momentul apariției.
Sala de conferințe a Colegiului King William este numită în onoarea sa.
Bragg este, de asemenea, lectorul seriilor numite Romanes Lecture, oferite la Universitatea din Oxford în anul 1925, numite Starea cristalină (The Crystalline State).
Începând cu 1992, Institutul australian de fizică a instituit un premiu numit Bragg Gold Medal for Excellence in Physics Arhivat în 12 martie 2016, la Wayback Machine. care se acordă celei mai bune teze de doctorat realizată de un student la o universitate australiană.  Acest premiu este numit pentru a onora atât fiul, Sir William Lawrence Bragg (a cărui efigie este prezentă pe medalie), cât și tatăl, Sir William Henry Bragg.

## Publicații selecționate
- engleză  William Henry Bragg, (1925) — The Crystalline State - The Romanes Lecture for 1925. Oxford, 1925.